# Bergkirche Masserberg

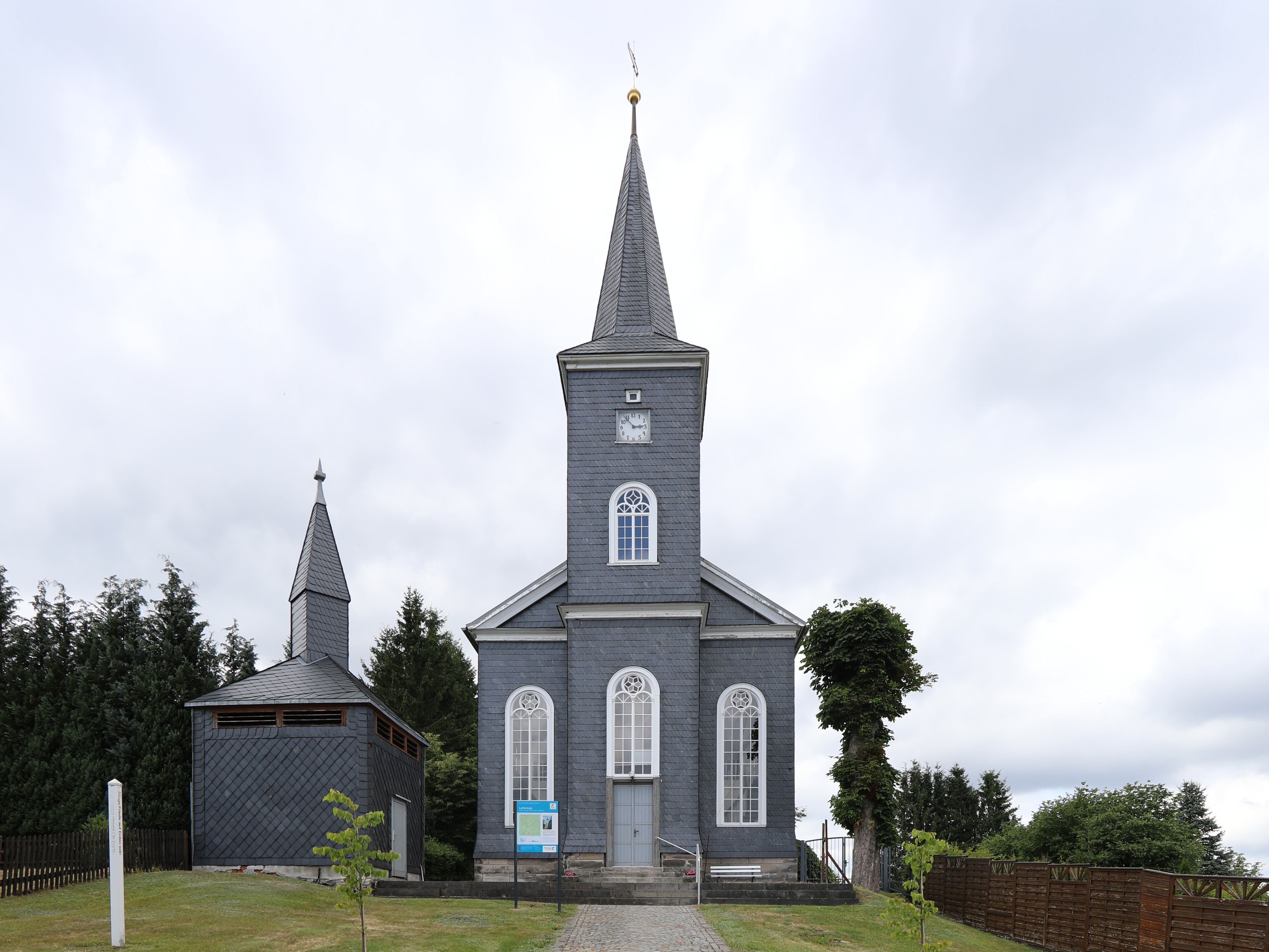
Bergkirche Masserberg

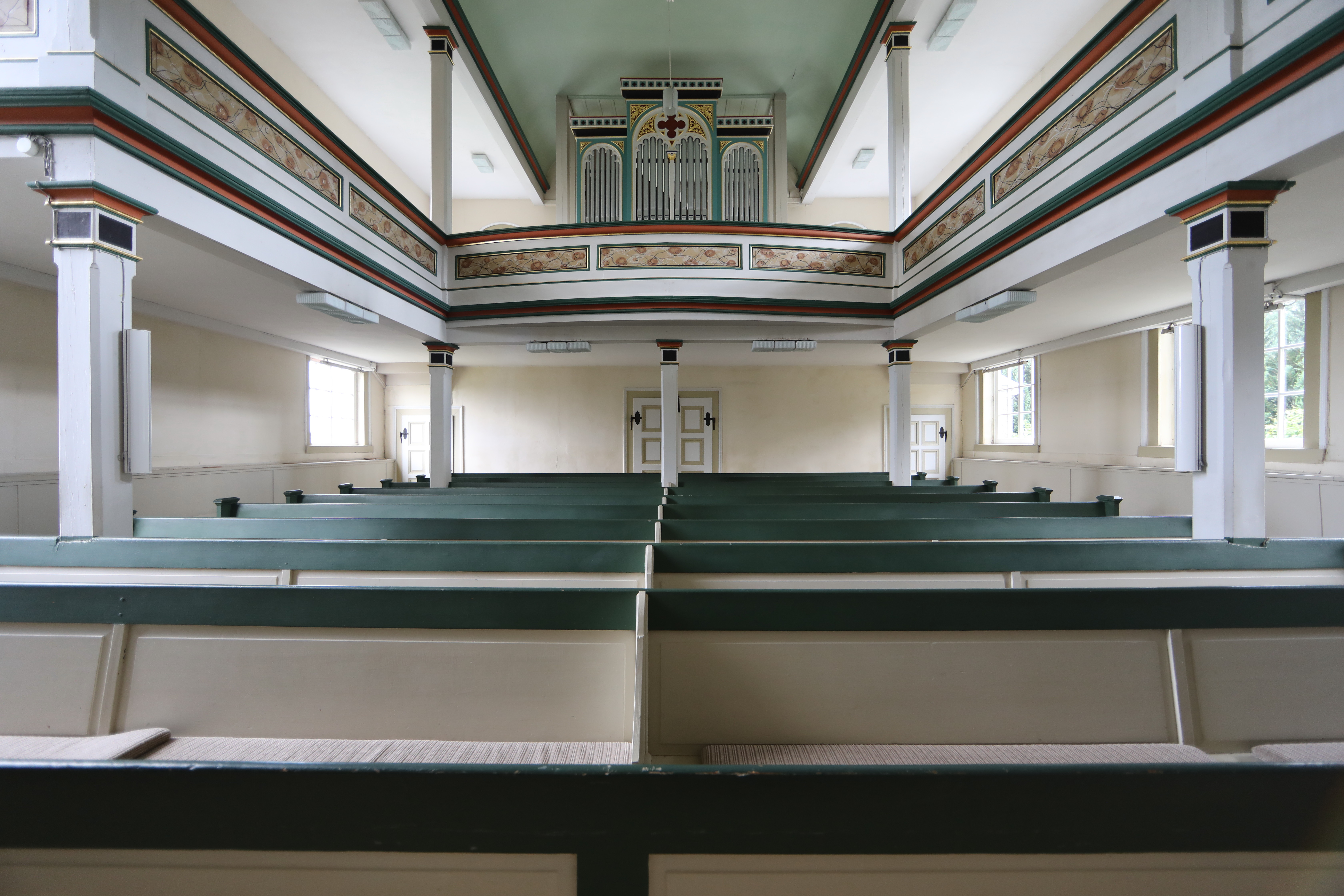
Innenraum

Die denkmalgeschützte evangelische Bergkirche Masserberg steht im heilklimatischen Kurort Masserberg auf dem Kamm des Thüringer Waldes im Landkreis Hildburghausen in Thüringen.
Von 1753 bis 1758 wurde in Masserberg die erste Kirche gebaut, die am 4. September 1880 zusammen mit dreizehn anderen Häusern abbrannte. Bereits am 9. Oktober 1883 konnte die neu gebaute heutige Bergkirche, zurückgesetzt von der Straße, eingeweiht werden. Eine selbständige Pfarrstelle bestand seit 1856.
Die Fassaden, das Satteldach, das Hauptportal und der Kirchturm sind mit Schiefer bedeckt. Die Glocken befinden sich in einem separaten Glockenturm.
Der Kirchenraum ist eine dreischiffige Emporenhalle, die Decke des Mittelschiffs ein hölzernes Tonnengewölbe. Die Decken der Seitenschiffe der eingeschossigen, dreiseitigen Empore sind flach. Über dem Altar hängt die drei Meter hohe und 2,65 Meter breite Holzplastik Christkönig, ein Werk der Greizer Künstlerin Elly-Viola Nahmmacher aus dem Jahr 1980. Die Farbgebung des Innenraums erfolgte im Jahr 1983 bis 1984 in weißen und grünen Tönen.
Die Schleifladenorgel, ein Werk des Orgelbaumeisters Guido Knauf aus Gotha mit neun Registern auf einem Manual und Pedal, stammt aus dem Jahr 1883. 1997 restaurierte die Orgelbaufirma Schönefeld aus Stadtilm das Instrument.